# ديفيد إم. ونايت
ديفيد إم. ونايت (بالإنجليزية: David M. Knight)‏ هو أستاذ جامعي وكيميائي بريطاني، ولد في 30 نوفمبر 1936، وتوفي في 19 يناير 2018.